# Blok mieszkalny „Mrówkowiec” we Wrocławiu
Mrówkowiec – potoczna nazwa wielokondygnacyjnego budynku mieszkalnego we Wrocławiu przy ul. Drukarskiej. W momencie konstrukcji był największym budynkiem mieszkalnym w mieście i jednym z najdłuższych w Polsce. W szczytowym okresie mieszkało w nim 3 tys. osób.

## Historia
Teren, na którym postawiono budynek, przed wojną zabudowany był willami zniszczonymi podczas drugiej wojny światowej. Ruiny wyburzono w latach 50, choć stan zniszczeń pozwalał na odbudowanie budynków. Budynek zaprojektował inż. Leszek Zdek w r. 1963, wcześniej projektant wrocławskich domów studenckich. Konstruktorem był Stanisław Kamiński. Prace rozpoczęto w r. 1965, a w r. 1967 wprowadzili się pierwsi lokatorzy. Budowa metra kwadratowego kosztowała ok. 1500 zł, a całkowity koszt wyniósł 63 mln zł, co czyniło go najtańszym budynkiem w Polsce. Niejasna jest etymologia nazwy budynku, wywodzi się ją od liczby mieszkańców lub od mrówek faraona, które miały przejść z pobliskiego cmentarza niemieckiego, a ich plaga nawiedziła budynek. Na budynku zainstalowano pierwszą w mieście antenę zbiorczą. Na dachu budynku urządzono ogólnodostępne miejsce do opalania się (tzw. plażę), zamknięto je jednak w r. 1969, kiedy z VII piętra wypadła matka z dzieckiem co nie było związane z dachem. Budynek był celem wycieczek turystycznych. Początkowo w planie było przeznaczenie VI kondygnacji na centrum handlowe. Naprzeciwko mrówkowca wybudowano kawiarnię Miranda, będącą w zamyśle miejscem spotkań mieszkańców budynku.

## Budynek
Mrówkowiec jest jedenastokondygnacyjnym budynkiem o długości 235 m a szerokości 15,7 m. Budynek liczy 9 klatek schodowych. W 590 mieszkaniach mieszka tu dwa tysiące osób.  Do wykończenia budynku użyto 5400 drzwi i ponad 2 tysiące okien. Mieszkania w mrówkowcu mają powierzchnię od 26 m² (kawalerki) do 50 m² (według ówczesnych standardów M3).

## Mrówkowiec w kulturze
Budynek i okolica wykorzystane zostały przez Sylwestra Chęcińskiego w filmie Tylko umarły odpowie (1969).